# بيرفوجاس
بيرفوجاس، (بالإنجليزية: Perfugas)‏، (سردينيا: Pèifugas) هي بلدية، في مقاطعة ساساري، في منطقة سردينيا الإيطالية، وتقع على بعد حوالي 180 كم (110 ميل) شمال كالياري، وحوالي 30 كم (19 ميل) شمال شرق ساساري.

## السكان
في سنة 1861 بلغ عدد السكان 1٬023 نسمة، وتطور العدد ليصل في سنة 2011 لـ 2٬415 نسمة.
يظهر هذا المخطط البياني تطور النمو السكاني لـ بيرفوجاس